# Friedrich von Österreich-Teschen

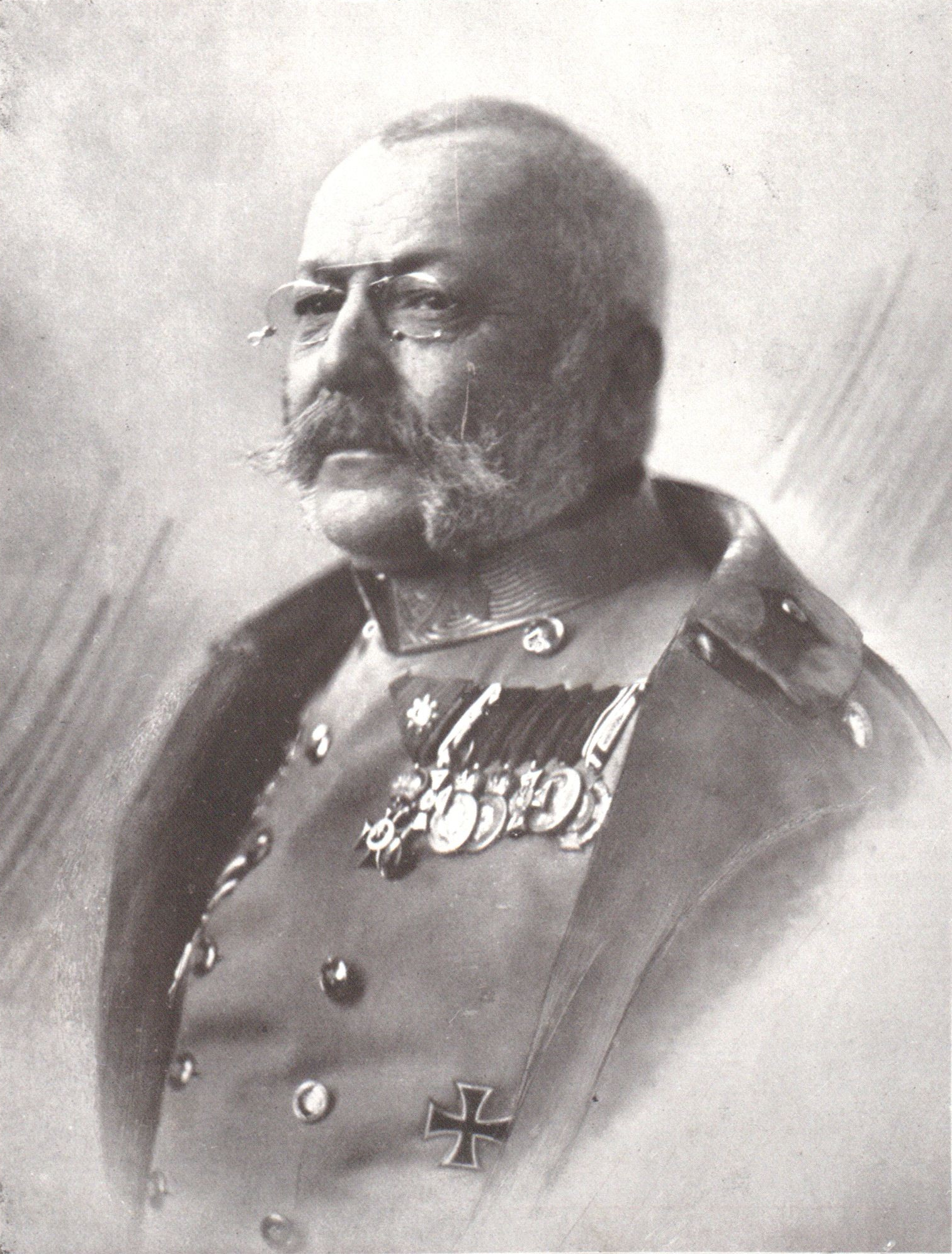
Erzherzog Friedrich (Foto von Ernst Förster, 1916)

Friedrich Maria Albrecht Wilhelm Karl Erzherzog von Österreich, Herzog von Teschen (* 4. Juni 1856 in Groß Seelowitz, Mähren; † 30. Dezember 1936 in Ungarisch-Altenburg/Magyaróvár, heute Mosonmagyaróvár, Ungarn) war österreichisch-ungarischer Feldmarschall, Heerführer im Ersten Weltkrieg, Großgrundbesitzer und Unternehmer.

## Vorkriegszeit

### Familie und militärische Ausbildung

Erzherzog Friedrich in jüngeren Jahren

Seine Eltern waren Karl Ferdinand von Habsburg und Elisabeth Franziska Maria von Österreich (1831–1903), Tochter von Joseph Anton Johann von Österreich. Friedrich war Erbe seines Onkels und Adoptivvaters, Erzherzog Albrecht von Österreich-Teschen, dem neben einem riesigen Vermögen auch das Palais Erzherzog Albrecht samt Sammlung in Wien, gehörte. Sowohl sein Vater als auch seine Mutter waren Enkel von Kaiser Leopold II., der damit gleich zweifacher Urgroßvater Friedrichs ist bzw. war.

Zu den Geschwistern Friedrichs gehörten Erzherzog Eugen, Admiral Erzherzog Karl Stephan und die spätere spanische Königin Maria Christina. Aus der ersten Ehe seiner Mutter stammte die Halbschwester und spätere Königin von Bayern, Marie Therese von Österreich-Este.

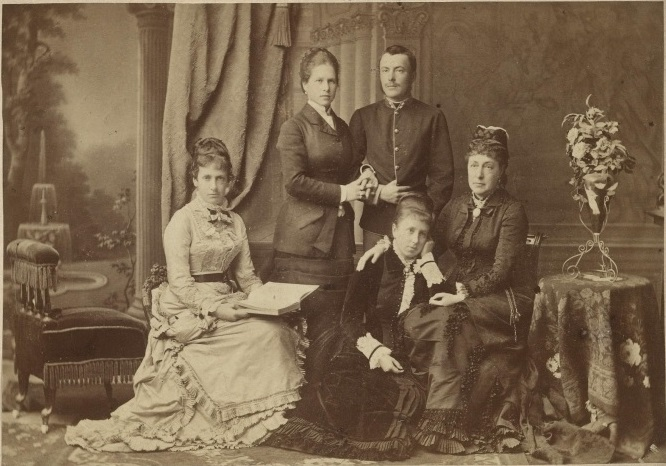
Erzherzog Friedrich, Herzog von Teschen mit Gattin (am Arm), davor seine Schwester, Halbschwester und Mutter

1874 begann Friedrich seine militärische Laufbahn. Seit 8. Oktober 1878 war er mit Prinzessin Isabella von Croy-Dülmen (1856–1931) verheiratet; das Paar hatte neun Kinder. Als dem Paar nach acht Töchtern 1897 ein Sohn geboren wurde, stiftete Friedrich in Albertkázmérpuszta (Albrecht-Kasimir), auf seinen ungarischen Gütern in Sichtweite der heutigen Ostgrenze Österreichs gelegen, eine neugotische Votivkirche. Am 10. Dezember des Jahres berief er Anatol Graf von Bigot de Saint-Quentin zu seinem Obersthofmeister.
Friedrich war ein eifriger Förderer des k.k. Heeresmuseums (heute Heeresgeschichtliches Museum) in Wien. Nach dem Freitod des Kronprinzen Rudolf 1889 übernahm Friedrich dessen Vorsitz und Protektorat des 1885 konstituierten Komitees, dem die Bildung und Ausgestaltung des Museums oblag. Unter seiner Patronanz wurde das Museum am 25. Mai 1891 durch Kaiser Franz Joseph eröffnet und seiner Bestimmung zugeführt.
Erzherzog Friedrich wurde später vom Kaiser zum Generaltruppeninspektor ernannt und war ab 1907 Chef der k.k. Landwehr.
Thronfolger Franz Ferdinands unebenbürtige Gattin Sophie (Heirat 1900) war zuvor Hofdame bei Friedrichs Gattin Isabella. Deren Entdeckung, dass Franz Ferdinand nicht einer Tochter Friedrichs, sondern Gräfin Choteks wegen häufig bei Friedrich in Pressburg im Palais Grassalkovich zu Gast war, löste einen Skandal aus.

### Großgrundbesitzer und Unternehmer

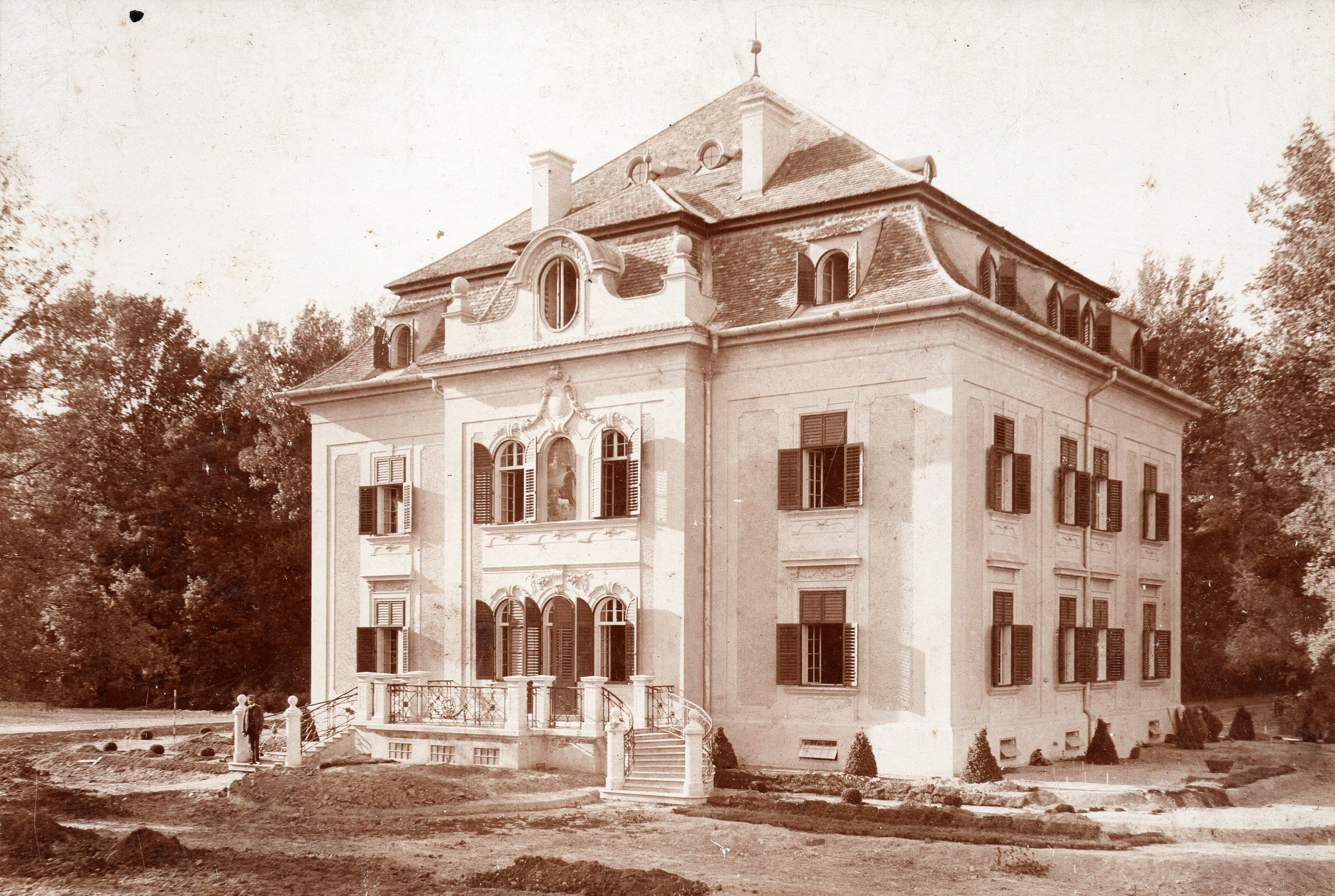
Jagdschloss Friedrichs in Hercegszántó (1910)

Zu den ererbten Besitzungen, nämlich dem Herzogtum Teschen, den Herrschaften Ungarisch-Altenburg und Bellye, den Allodialgütern Saybusch, Seelowitz und Friedek, erwarb er große Güter in Véghles, Topolovac und Klachau bei Tauplitz. 1905 übersiedelte Friedrich mit seiner Familie von Pressburg nach Wien und wohnte im Palais Erzherzog Albrecht, das er großzügig ausbaute. Ebenso gehörte auch der Friedrichshof, den der Erzherzog ab 1890 besaß und zu einem landwirtschaftlichen Mustergut ausbaute, zu den weitläufigen Latifundien Friedrichs. Weitere Wohnsitze Erzherzog Friedrichs und seiner Familie waren auch die beiden Sommerresidenzen Schloss Weilburg in Baden bei Wien und Schloss Halbturn im heutigen Burgenland.

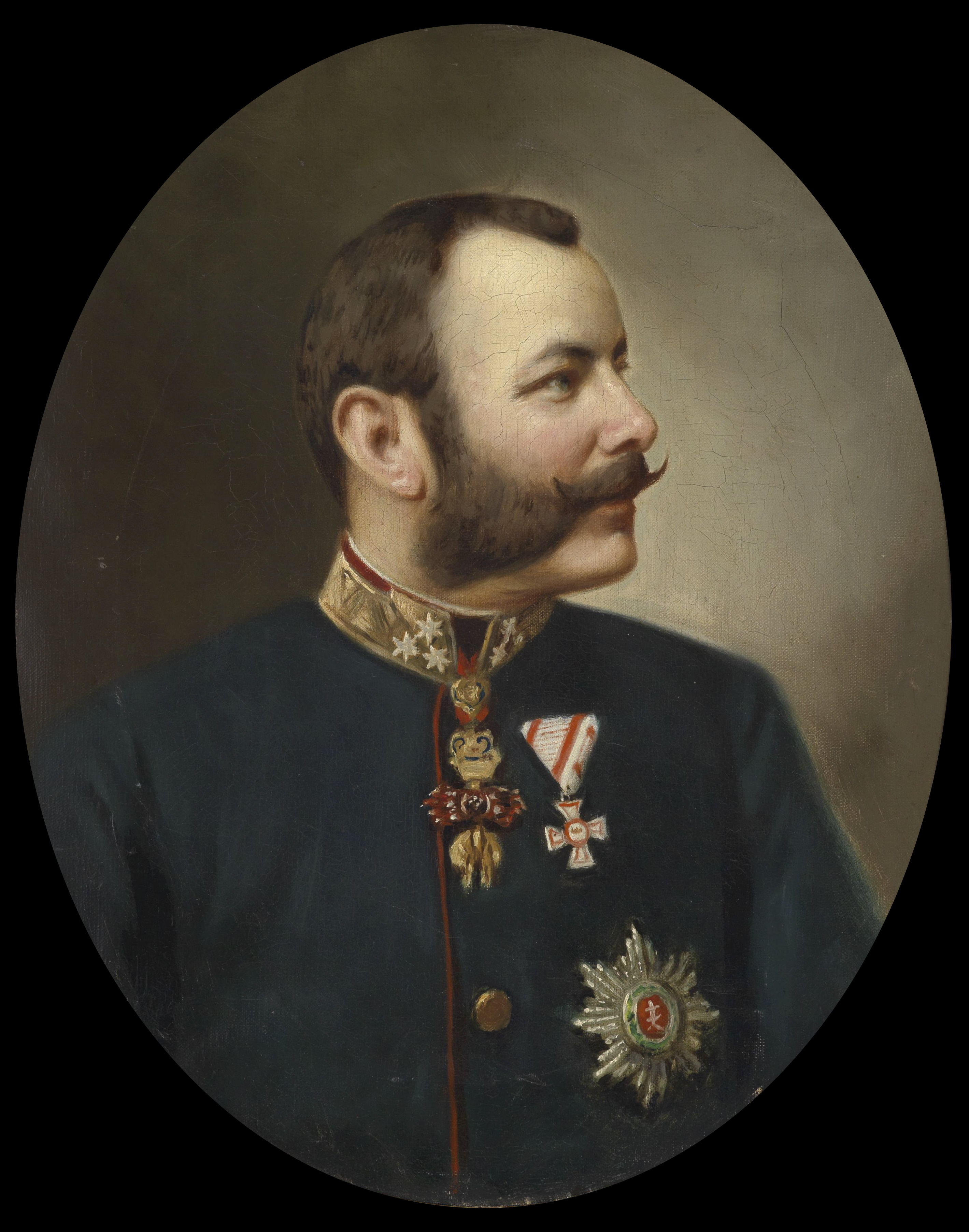
Erzherzog Friedrich um 1900

Friedrich war auch als erfolgreicher Unternehmer bekannt. Zu seinen Gesellschaften gehörten neben Kohlebergwerken, Erzgewinnung und Eisenverhüttung auch Lebensmittelerzeugung wie eine Likörfabrik in Teschen sowie die Erzherzog Friedrichsche Zentral-Molkerei mit Standorten in Teschen und Wien-Landstraße. Hier wurde die Milch der allein über 3.400 Kühe der Herrschaft Ungarisch-Altenburg verarbeitet. Die Erzherzog Friedrichsche Molkerei besaß mit ihren über 60 Filialen in Wien und Umgebung (inklusive einiger Sommerfrischen) eine fast monopolistische Stellung. Mit 25.000 Litern Milch täglich lag die Molkerei im Jahre 1905 in Wien an dritter Stelle nach der Wiener Molkerei und der Niederösterreichischen Molkerei. Laut einer Legende lässt sich auch die Namensherkunft der Teebutter als Teschener Erzherzögliche Butter (Abkürzung TEE für Teschen Erzherzog Friedrich) auf Friedrich und seinen Besitz in Teschen zurückführen. Diese geradezu berühmte Teschener Butter wurde, in Dosen verpackt, auch ins Deutsche Reich exportiert, weshalb er in Schlesien auch als „Butterfritze“ bezeichnet wurde. Ein anderer Scherzname war „der Rahmreiche“. Die Wiener nannten ihn hingegen ironisch „Erzherzog Milipantscher“, was Friedrich angeblich geschmeichelt hat.
Auch die heute noch existierenden Brauereien in Saybusch (Żywiec) und Teschen (Cieszyn) gehörten zum Wirtschaftsimperium Friedrichs bzw. der Teschener Kammer, in deren Besitz der Erzherzog durch Erbgang kam. Durch den Besitz einer Zuckerfabrik in Chybi war Friedrich, neben böhmischen Fürsten und dem k.u.k Familienfonds, ein Mitglied im sogenannten Zuckerkartell.
Kaiser Franz Joseph soll das mitunter sehr emsig betriebene Unternehmertum seines Cousins jedoch sehr kritisch gesehen haben, der Meinung des Kaisers nach ließ sich die Würde eines Erzherzogs nicht mit den finanziellen Interessen eines Unternehmers vereinbaren. Durch die ihm zugefallenen Erbschaften, seine ausgedehnten Besitzungen und Unternehmen besaß Friedrich letztendlich jedoch ein größeres Vermögen als der Kaiser selbst und bezog aufgrund dessen auch keine Apanage.

## Erster Weltkrieg

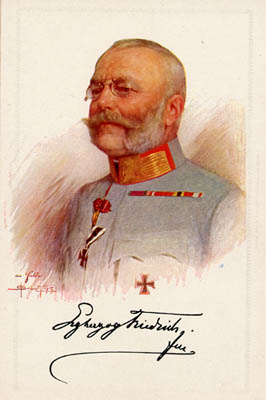
Erzherzog Friedrich als Armeeoberkommandant (1914). PR-Postkarte im Felde mit Unterschrift und Kürzel „FM“ (Feldmarschall) sowie unüblicherweise mit Erzherzogtitel

Friedrich sollte 1914 wegen seiner Disharmonie mit Franz Ferdinand sein Kommando zurücklegen. Nach der Ermordung des Thronfolgers beim Attentat von Sarajevo bestimmte der 84-jährige Kaiser Franz Joseph am 5. Juli 1914 Friedrich für den Kriegsfall als Oberbefehlshaber. Mit der Mobilmachung trat er diese Stellung (Armeeoberkommandant) am 31. Juli 1914 schließlich an. Nominell stand er damit an der Spitze der Armee und der k.u.k. Kriegsmarine, doch die Führung der Operationen lag tatsächlich beim Chef des Generalstabes Franz Conrad von Hötzendorf. Beide hatten sich bereits 1871 als Leutnant im 11. Feldjägerbataillon kennengelernt.
Der Kaiser ernannte Friedrich per 8. Dezember 1914 zum Feldmarschall. Das genaue Datum seiner Ernennung zum Armeeoberkommandanten ist aus der amtlichen Wiener Zeitung, die ansonsten alle Beförderungen von Offizieren enthielt, nicht ermittelbar. Sie publizierte am 14. Juli 1914 ein Schreiben des Kaisers an Friedrich vom 12. Juli, in dem er des Landwehr-Oberkommandos enthoben und als rangshöchster Armee-Inspektor zur Disposition des Allerhöchsten Oberbefehls gestellt wurde. Sie druckte am 21. August 1914, mittlerweile hatte der Erste Weltkrieg begonnen, ein Schreiben Friedrichs vom 18. August ab, in dem der Erzherzog als Armee-Oberkommandant, dem die gesamten Land- und Seestreitkräfte der Monarchie unterstehen, namens aller Soldaten dem Kaiser zum 84. Geburtstag gratuliert. Die Ernennung muss somit zwischen 13. Juli und 17. August 1914 erfolgt sein.
Die tatsächliche Leitung der Operationen oblag jedoch, wie der Kaiser mit Friedrich vereinbart hatte, dem Chef der Generalstabs, General Franz Conrad von Hötzendorf. Die deutschen Verbündeten schätzten Friedrich als Galionsfigur ein, da er von seinem Generalstabschef nicht immer vollständig informiert wurde.
Zu Beginn des Krieges wurde unter der Patronanz des Armeeoberkommandos (AOK) das Kriegsüberwachungsamt (KÜA) gegründet, das für die Überwachung des Ausnahmezustandes zuständig war und die Streitkräfte gegen äußere und innere Feinde schützen sollte. Das Amt hegte enormes Misstrauen speziell gegenüber den slawischen Nationalitäten. Das AOK mit Erzherzog Friedrich an der Spitze trachtete, die beiden Ministerpräsidenten Karl Stürgkh und Stephan Tisza zu überreden, dass die Zivilverwaltung in den slawischen Ländern beider Reichshälften abgeschafft werden müsse.

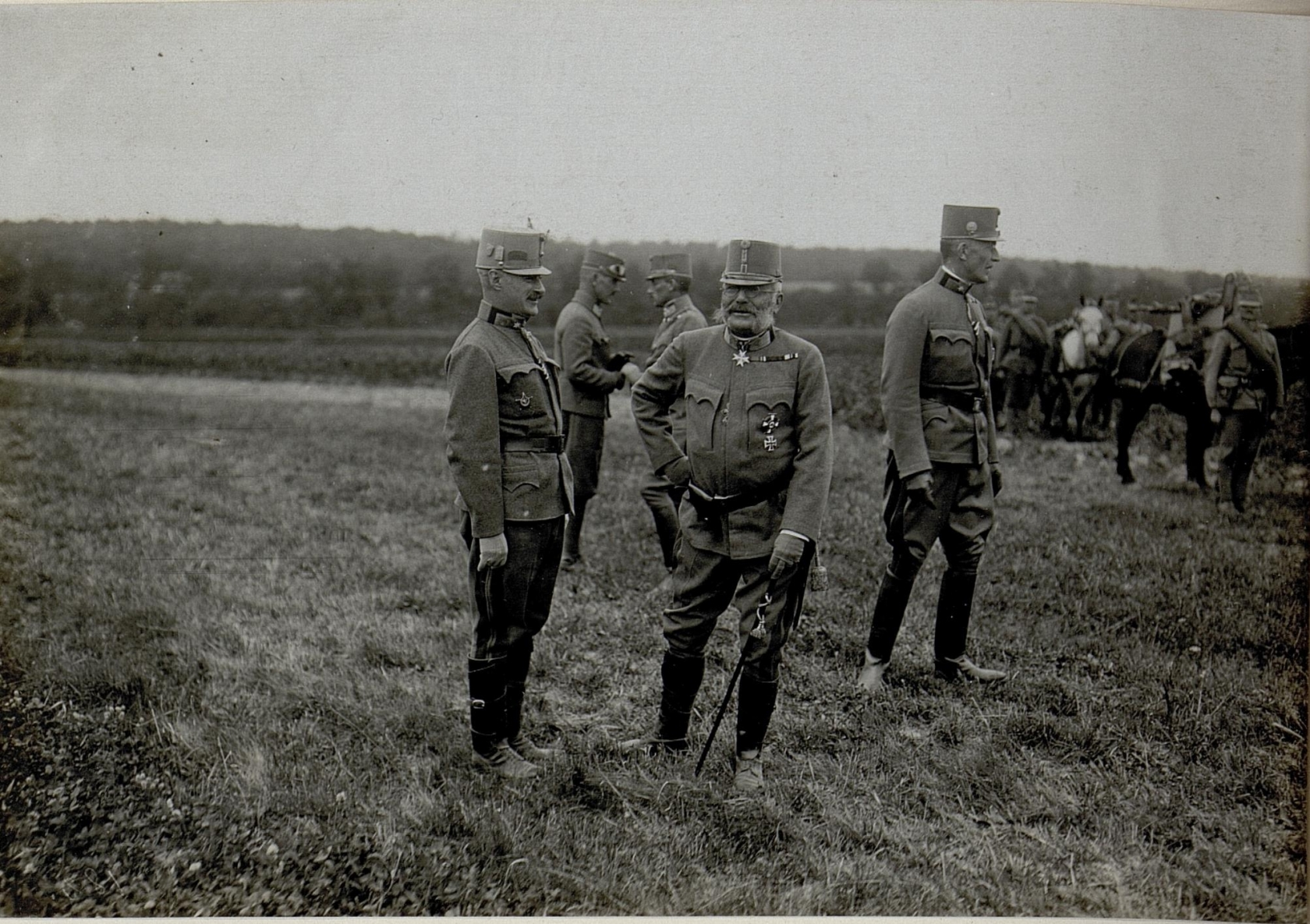
Friedrich als Armeeoberkommandant im Feld (September 1916)

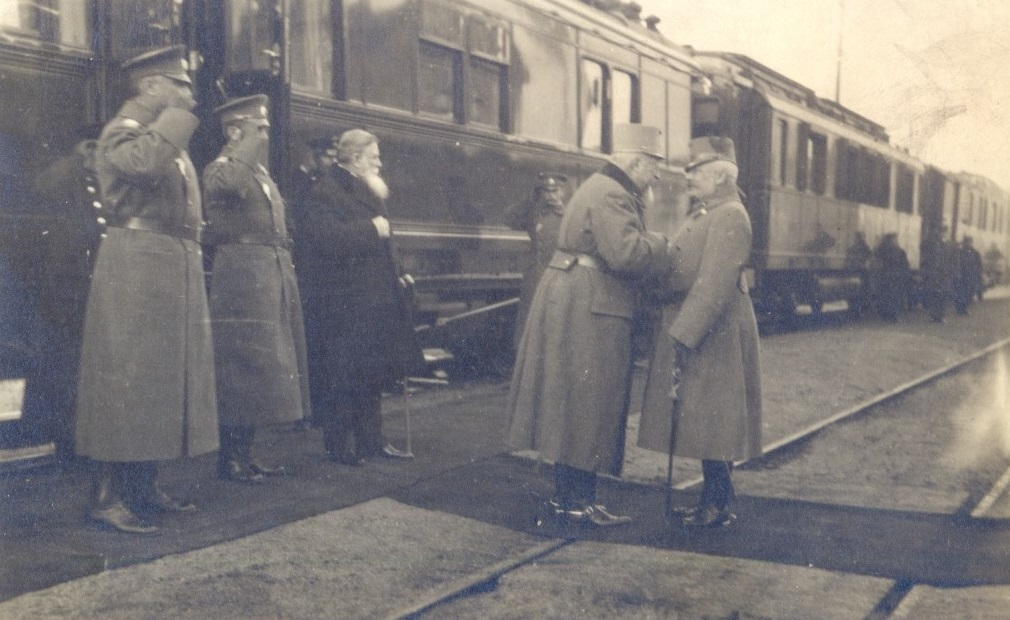
Friedrich begrüßt Zar Ferdinand I. von Bulgarien (1916)

Nach seiner Thronbesteigung übernahm Kaiser Karl I. selbst das Armeeoberkommando und ernannte Erzherzog Friedrich zu seinem Stellvertreter, was einer Degradierung gleichkam. Am 2. Dezember 1916 proklamierte der neue Souverän in einem kurzen Tagesbefehl, er übernehme „in Ausübung seiner Herrscherrechte“ den unmittelbaren Befehl über alle Land- und Seestreitkräfte der Monarchie. Die Gerüchte, wonach Erzherzog Friedrich dem Kaiser seine Entlassung übel genommen habe, stimmten nur zum Teil. Er selbst wollte sich schon länger ins Privatleben zurückziehen und hatte das Thema der Kommandoübergabe angeblich in den letzten Wochen der Regierung Franz Joseph mit Karl abgesprochen. Allerdings soll der Befehl des Kaisers auf Friedrich trotzdem eine „niederschmetternde Wirkung“ gehabt haben, obwohl er keinen Hehl daraus gemacht hatte, nicht mit Leib und Seele Armeeoberkommandant zu sein. Das Verhältnis von Karl zu Friedrich war – vermutlich familiär bedingt – angespannt, der junge Kaiser soll den Erzherzog schlicht einen „Deppen“ genannt haben. Das Armeeoberkommando wurde bereits Anfang 1917 nach Baden bei Wien, in die Erzherzog Friedrich gehörende Weilburg verlegt.
Am 11. Februar 1917 enthob der Kaiser Friedrich von seiner nunmehrigen Funktion als stellvertretender Armeekommandant und stellte ihn zur Disposition meines Oberbefehls. Friedrich lebte hierauf in Pressburg und Halbturn, (damals) beide in Altungarn gelegen. Durch seine zahlreichen Betriebe war er nolens volens einer der Hauptlieferanten der k.u.k Armee geworden und verdiente sowohl an der Versorgung mit Rüstungsgütern als auch der Bevölkerung im Hinterland sehr gut, missbrauchte jedoch diese Position nicht.

Am 13. November 1918, einen Tag nach der Ausrufung der Republik in Deutschösterreich, berichtet die Wiener Polizei über die Stimmung in der Hauptstadt: Insbesondere werden gegen Erzherzog Friedrich heftige Anwürfe wegen der ihm zugeschriebenen Unfähigkeit als Armeekommandant, wegen seines angeblichen Geizes und wegen der ungemein großen Kriegsgewinne laut, die ihm durch die in seinem Besitz befindlichen Latifundien und Industriebetriebe zugeflossen sein sollen.

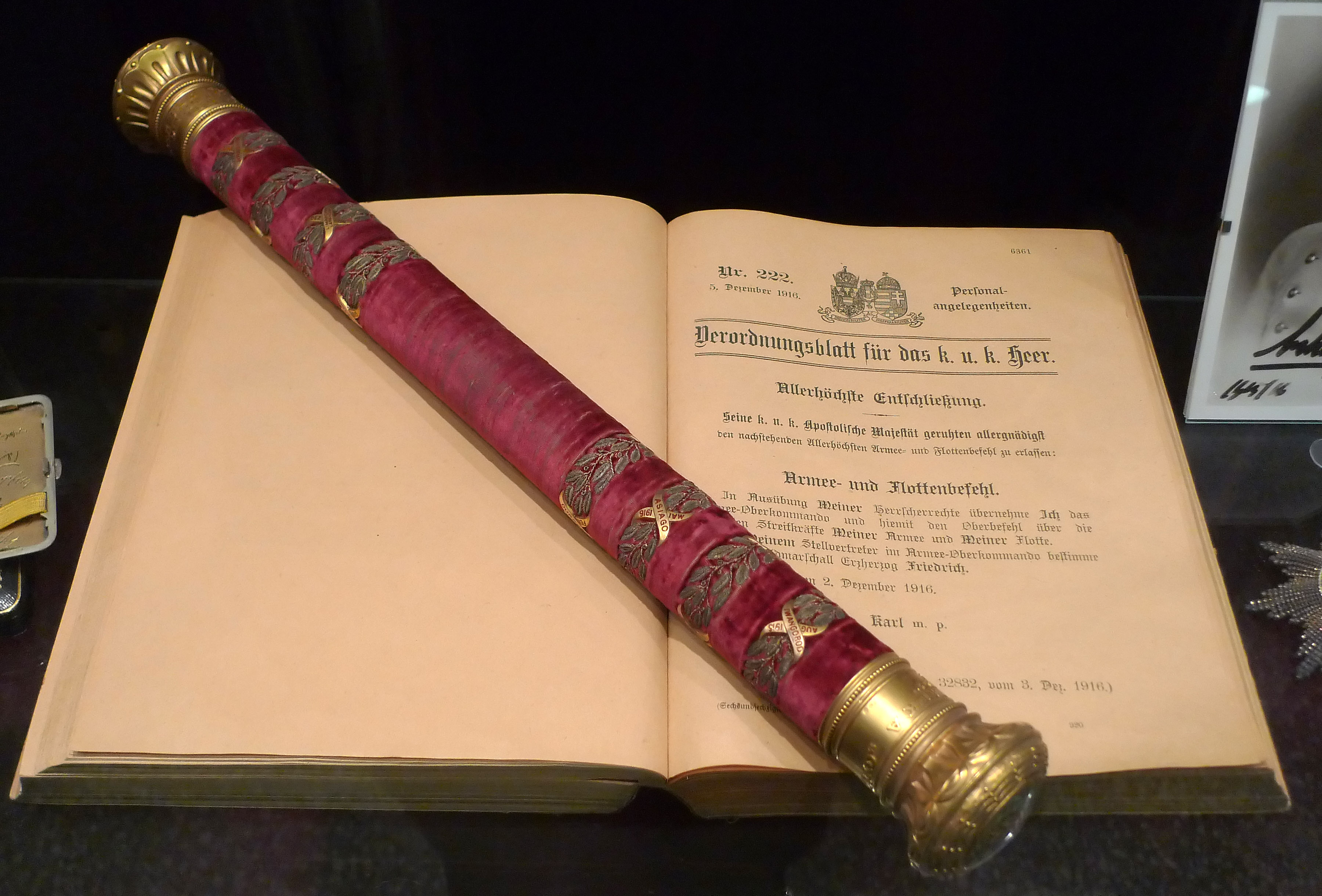
Friedrichs Marschallstab und der Befehl vom
2. Dezember 1916 im Heeresgeschichtlichen Museum

Vor allem ihm gelten der beißende Spott und die scharfe Kritik, mit denen der Satiriker Karl Kraus in seinem Drama Die letzten Tage der Menschheit die intellektuellen und moralischen Qualitäten der österreichischen Führungselite im Ersten Weltkrieg illustriert. Andererseits beschrieb Ludwig Ganghofer, der im Krieg patriotische Stimmung verbreitete, Friedrich als liebenswürdigen und wohlwollenden Fürsten von ruhiger Schlichtheit und gütigem Menschentum.
Feldmarschall Franz Conrad von Hötzendorf erinnert sich anders: […] bezeichnend, dass ich […] nicht das kleinste Andenken erhielt. […] Von Erzherzog Friedrich außer ein paar Amateurfotografien nichts, selbst kein geringfügiges Andenken. […] Während meiner langen schweren Krankheit […] habe ich von keinem Mitglied des Kaiserhauses eine Frage des Befindens, des Bedauerns, einen Wunsch zur Genesung erhalten. Auch von Erzherzog Friedrich nicht, dessen Chef des Generalstabes ich zweieinhalb Jahre lang im Weltkrieg war […].
Im Vertrag von Saint-Germain war 1919 in Art. 173–176 festgelegt worden, dass Österreich an die Siegermächte Personen auszuliefern habe, die sich gegen die Gesetze und Gebräuche des Krieges vergangen hätten. Diese Personen sollten vor Militärgerichte gestellt werden. Auf den von der Tschechoslowakei, dem Staat der Serben, Kroaten und Slowenen und Italien an Österreich gerichteten Kriegsverbrecherlisten befand sich auch Erzherzog Friedrich. Dem Auslieferungsbegehren wurde in keinem Fall entsprochen.

## Enteignung in Österreich, Alterssitz in Ungarn

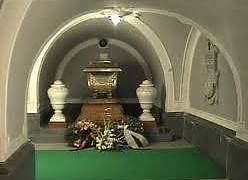
Sarkophag Erzherzog Friedrichs in der Krypta der Pfarrkirche „St. Gotthard“ von Ungarisch-Altenburg

Erzherzog Friedrich hatte seinen Besitz zum beträchtlichen Teil in eine Stiftung, den Erzherzog-Friedrich-Fideikommiss, eingebracht. Dieser wurde, soweit er sich auf dem Gebiet der Republik Österreich (ohne das Burgenland) befand, mit dem Habsburgergesetz 1919 zu Gunsten des Staates enteignet. Friedrich verlor somit seinen Wiener Wohnsitz, die Albertina, mit ihrer riesigen grafischen Sammlung an den Staat. Einrichtungsgegenstände, die sich in seinem persönlichen Eigentum befanden (Tische, Sessel, Luster, Teppiche, Uhren, Kästen usw.), konnte er jedoch behalten und mitnehmen.

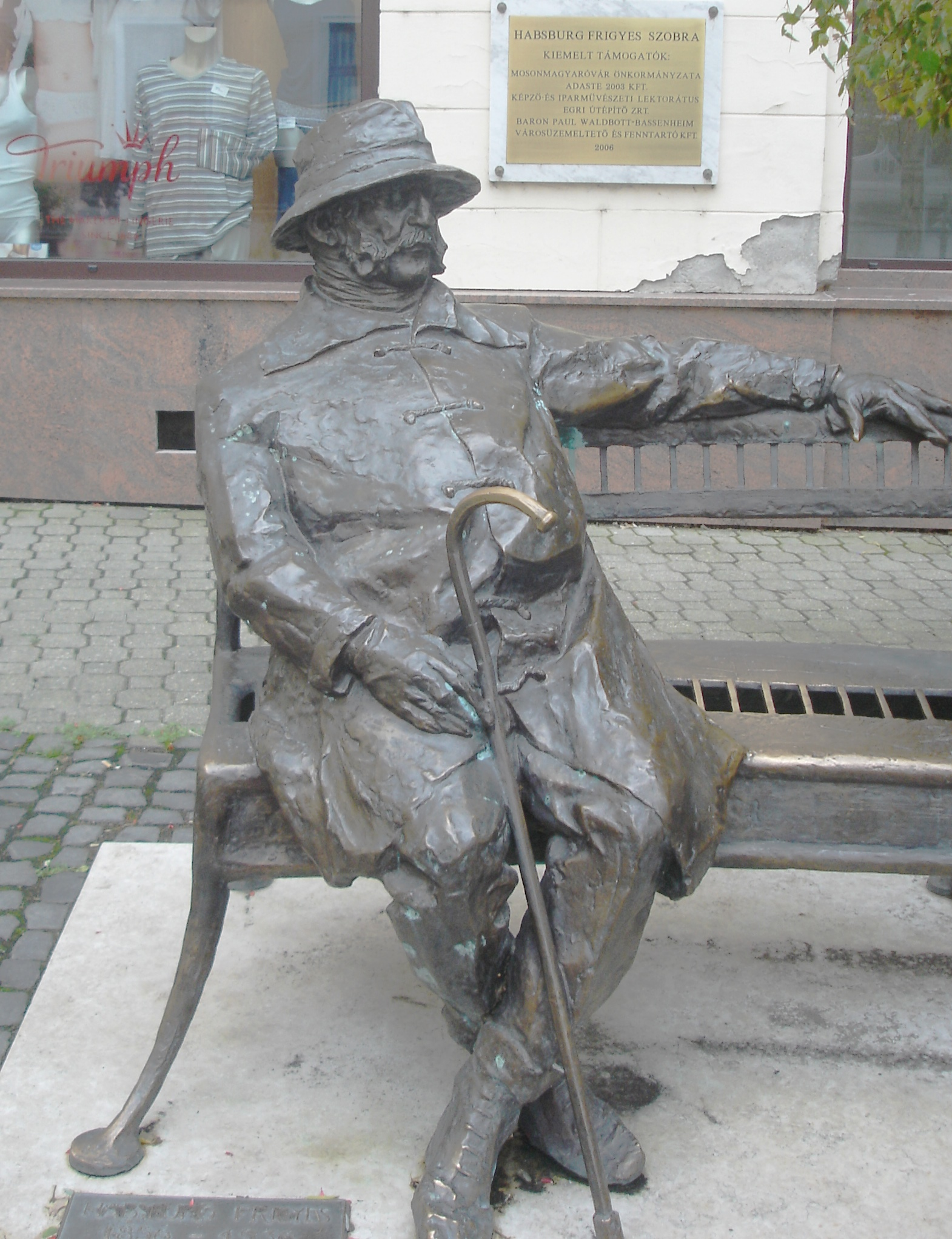
Denkmal Erzherzog Friedrichs in Mosonmagyaróvar

Da er es vermied, sich dem Habsburgergesetz entsprechend als „getreuer Bürger der Republik“ zu bekennen, musste er aus Österreich ausreisen. Friedrichs Herrschaften in der nunmehrigen Tschechoslowakei und Polen – Teschener Kammer im ehemaligen Österreichisch-Schlesien und Groß Seelowitz in Mähren – sowie im Staat der Serben, Kroaten und Slowenen – Béllye an der Mündung der Drau in die Donau – wurden von diesen Staaten enteignet. Insgesamt verlor Friedrich Besitzungen im Ausmaß von vier Fünftel seines Besitzes.
Erzherzog Friedrich übersiedelte nach einem gut dreijährigen Aufenthalt in der Schweiz und im bayerischen Bad Reichenhall im Jahre 1921 auf seine Herrschaft Ungarisch-Altenburg, unweit von Pressburg am südlichen Donauufer gelegen. In dieser Kleinstadt, von der aus er seine restlichen Güter verwaltete (er zählte auch im kleiner gewordenen Ungarn zu den Großgrundbesitzern), hielt Friedrich das Patronat der römisch-katholischen Pfarrkirche und war als erster Bürger der Stadt angesehen. Als die in den Friedensverträgen mit Österreich 1919 und Ungarn 1920 vorgesehene Angliederung Deutsch-Westungarns an Österreich eine neue Grenzziehung zwischen den beiden Staaten erforderte, soll Friedrich Habsburg-Lothringen (bzw. seine Gattin Isabella), was den Seewinkel östlich des Neusiedler Sees betrifft, im Interesse seines Grundbesitzes in diesem Gebiet die ungarischen Vorschläge bzw. Forderungen an Österreich beeinflusst haben.
1922 musste Friedrich in Österreich die Summe von 530 Millionen Kronen an Erbschaftssteuern zahlen, die den Wert fast seines gesamten im Land erblieben Besitzes aufzehrte. 1926 klagte er die polnische Regierung erfolglos auf Rückgabe seiner Besitzungen in Polnisch-Schlesien im Ausmaß von etwa vierzigtausend Hektar. Durch steigende Pensionszahlungen an seine Gutsarbeiter kam Erzherzog Friedrich jedoch mit der Zeit in finanzielle Schwierigkeiten. In Folge veräußerte er den größten Teil seiner umfangreichen Kunstsammlungen.
Im Juni 1936 feierte der Erzherzog noch bei bester Gesundheit seinen 80. Geburtstag und reiste dazu eigens zu einem Empfang nochmals nach Wien. An den Feierlichkeiten nahm u. a. Staatssekretär General Zehner teil. Erzherzog Friedrich starb am 30. Dezember 1936 um 8:10 in seinem Schloss in Ungarisch-Altenburg (Westungarn) an einer Herzschwäche nach einer überstandenen Lungenentzündung und wurde in der Krypta der Pfarrkirche „St. Gotthard“ neben seiner 1931 verstorbenen Ehefrau bestattet.
An seinem Begräbnis am 4. Januar 1937 nahmen u. a. sein Bruder Eugen als Vertreter von Otto von Habsburg und der ehemaligen Kaiserin Zita, sein Neffe König Alfons XIII. von Spanien, Oskar Prinz von Preußen als Vertreter des ehemaligen Kaisers Wilhelm II., General von Rundstedt als Abgesandter Hitlers, der ehemalige Kronprinz Rupprecht von Bayern, General Wilhelm Zehner als Vertreter des ständestaatlichen Österreich und der ungarische Reichsverweser Admiral Miklós Horthy teil.

## Persönlichkeit
Erzherzog Friedrich galt als schüchterner und naiv-gutmütiger Mensch von schlichtem, aber liebenswürdigen Charakter und wurde in seinem Wesen von Karl Kraus in Die letzten Tagen der Menschheit auch als „Erzherzog Bumbsti“ beißend karikiert. Das kam daher, dass der Erzherzog bei der Vorführung eines Films über einen neuen 30,5-cm-Mörser jeden Einschlag der Granaten mit einem lakonischen „Na Bumbsti!“ kommentiert haben soll. Der als mittelgroß und dicklich beschriebene Erzherzog, der noch dazu mit watschelndem Gang daherkam, entwickelte mit der Zeit jedoch eine gewisse Festigkeit und Ruhe, die ihm in seiner Rolle als Armeeoberkommandant zugutekam. Er soll jedoch Unterredungen mit dem Deutschen Kaiser und der Obersten Heeresleitung regelrecht gefürchtet haben.
Beim Vortragen öffentlicher Reden, die ohnehin nur vom Blatt abzulesen waren, soll sich Erzherzog Friedrich teilweise sehr schwer getan haben. Angeblich wurde die Ansprache zu seinem 60. Geburtstag zu einem regelrechten Fiasko, da Friedrich sogar den Text verkehrt herum gehalten und alles falsch betont und stotternd vorgelesen habe. Dem entgegen spricht die erhaltene Tonaufnahme Friedrichs, die einen zumindest passablen Redner (in typischem Schönbrunner Deutsch) vermuten lässt.
Friedrich soll unter dem Pantoffel seiner ehrgeizigen und herrschsüchtigen Frau Isabella, die er jedoch sehr liebte, gestanden sein.
Die letzte k.u.k Hof-Burgschauspielerin Rosa Albach-Retty (Großmutter von Romy Schneider) erinnerte sich in ihren Memoiren an Friedrich als einen sehr jovialen und gemütlichen Menschen, der mitunter – gemeinsam mit Verwandten und Bekannten – übermütige und kindliche Streiche ausheckte. Am Abend vor seiner endgültigen Abreise aus dem nunmehr republikanischen Österreich soll der Erzherzog geweint haben.
Sein Spitzname innerhalb der Familie lautete „Fritzel“.

## Trivia

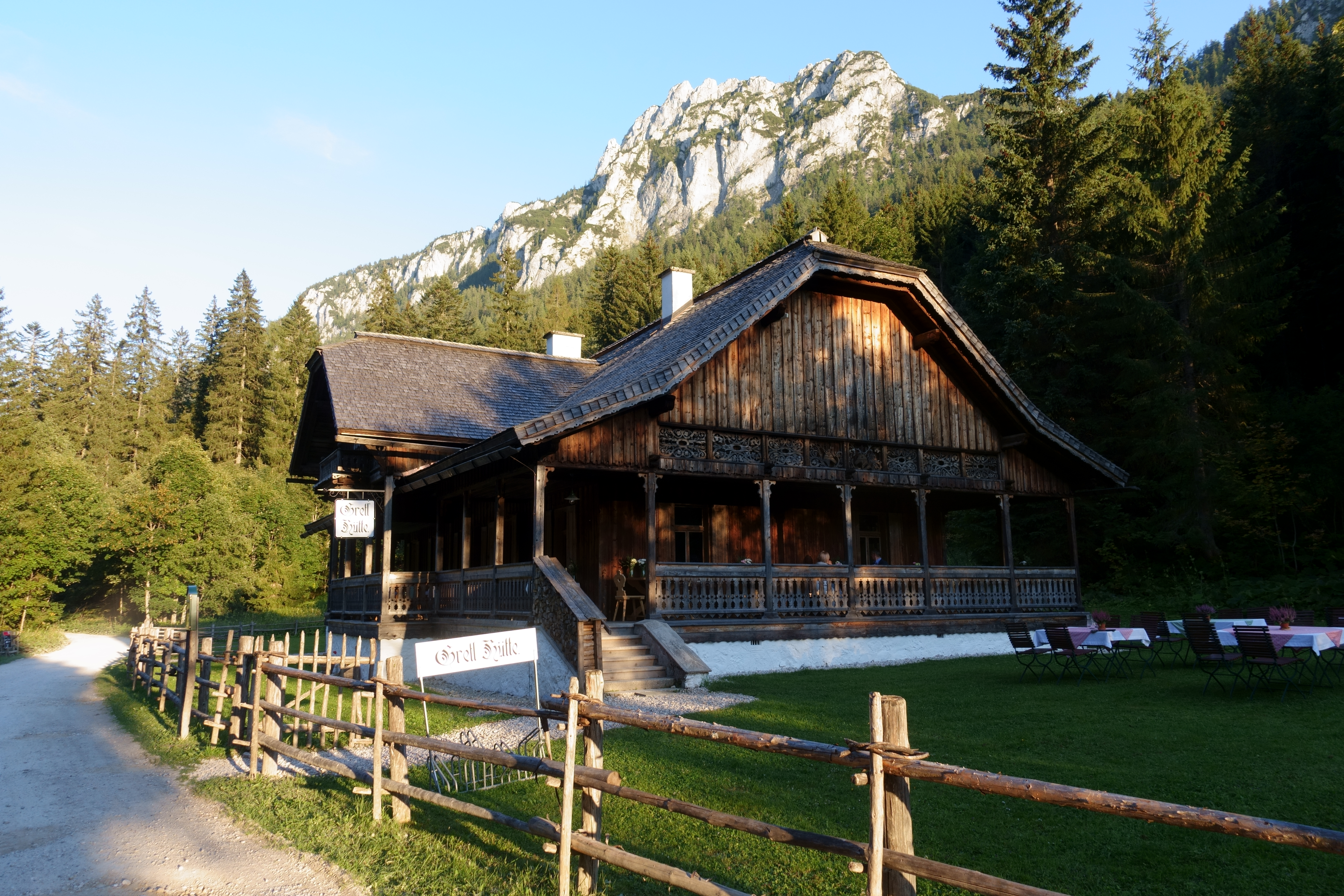
Die Gretlhütte, ehemaliges Jagdhaus des Erzherzogs in Tauplitz

Nach Erzherzog Friedrich ist die Friedrichstraße in Baden bei Wien benannt, in deren Nähe – in der Weilburg – Erzherzog Friedrich lange seinen Sommersitz hatte. Die Friedrichstraße mündet in die Erzherzogin-Isabelle-Straße, die nach der Frau Friedrichs benannt wurde. In seinem langjährigen Sommersitz Halbturn wurde die Erzherzog-Friedrich-Straße nach ihm benannt.
Ihm zu Ehren komponierte Alfons Czibulka 1878 den Erzherzog Friedrich-Marsch (Op. 286). Czibulka war Kapellmeister im Regiment Friedrichs, der Marsch gehört heute noch zum Standardrepertoire vieler Musikkapellen.
Erzherzog Friedrich galt als Initiator des Umbaus des ehemaligen Triebwagen 200 in den Hofsalonwagen der Wiener Lokalbahnen. Der Erzherzog und seine Familie nützten dieses Fahrzeug öfters zur Fahrt auf der Strecke der Straßenbahn Baden von der Weilburg ins Thermalbad nach Bad Vöslau. Der Erzherzog war ferner als Freund des neuen Verkehrsmittels Automobil bekannt und besaß mehrere Fahrzeuge, darunter ein Elektroauto.
Zu den weitläufigen Besitzungen des Erzherzogs um Tauplitz-Klachau gehörte auch die heute als Ski- und Wandergebiet beliebte Tauplitzalm mit dem Lawinenstein. Die Alpenpost vermeldete in den Jahren um 1910 mehrfach, dass Erzherzog Friedrich Ehrenpreise für Skibewerbe in Bad Mitterndorf und Tauplitz stiftete. Die Jagdhäuser des Erzherzogs – darunter die als Jausenstation dienende Gretlhütte in der Gnanitz – sind erhalten geblieben.

Nach dem Erzherzog wurden unter anderem Kasernen in Teschen und Güns (Köszeg) sowie 1904 das Schlachtschiff SMS Erzherzog Friedrich benannt.

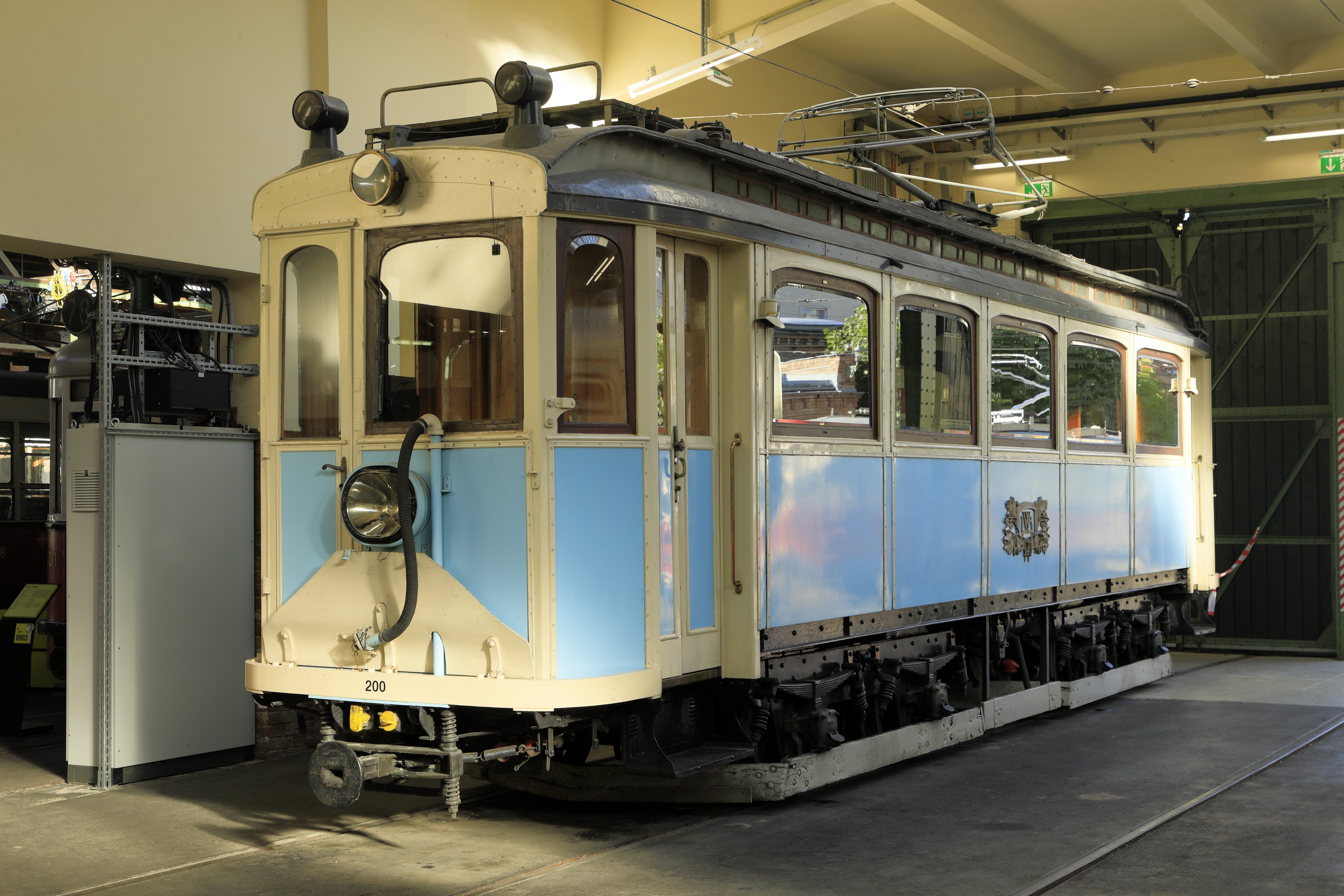
Der Hofsalonwagen der Wiener Lokalbahnen
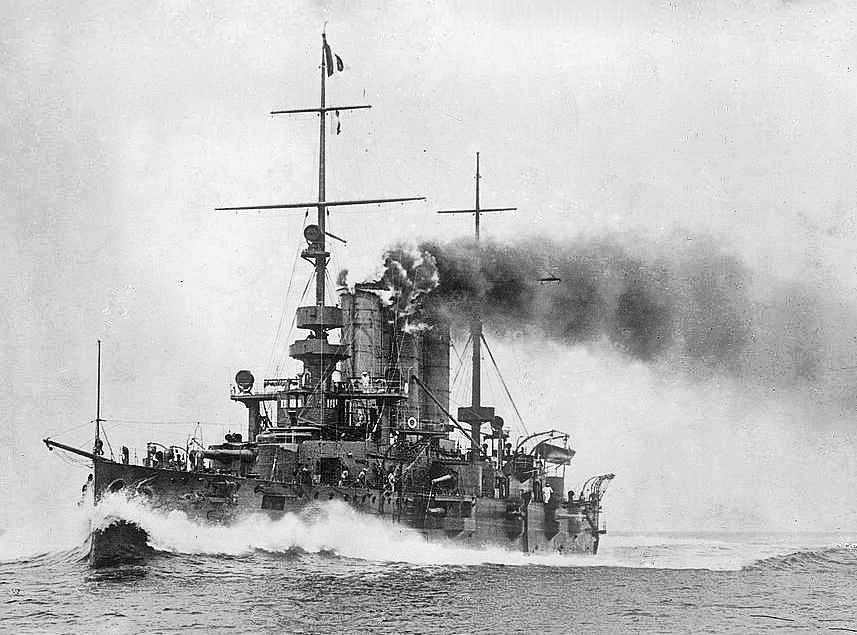
Das Schlachtschiff SMS Erzherzog Friedrich
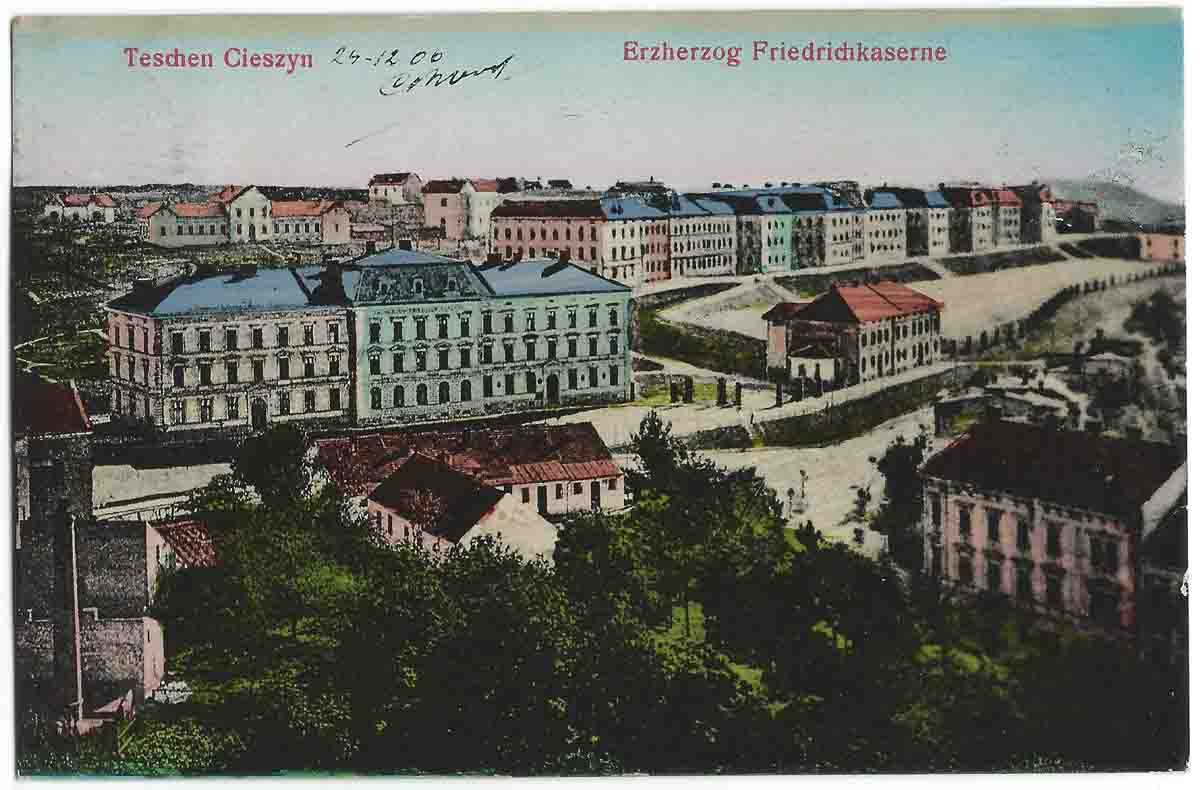
Erzherzog Friedrich Kaserne in Teschen

## Nachkommen

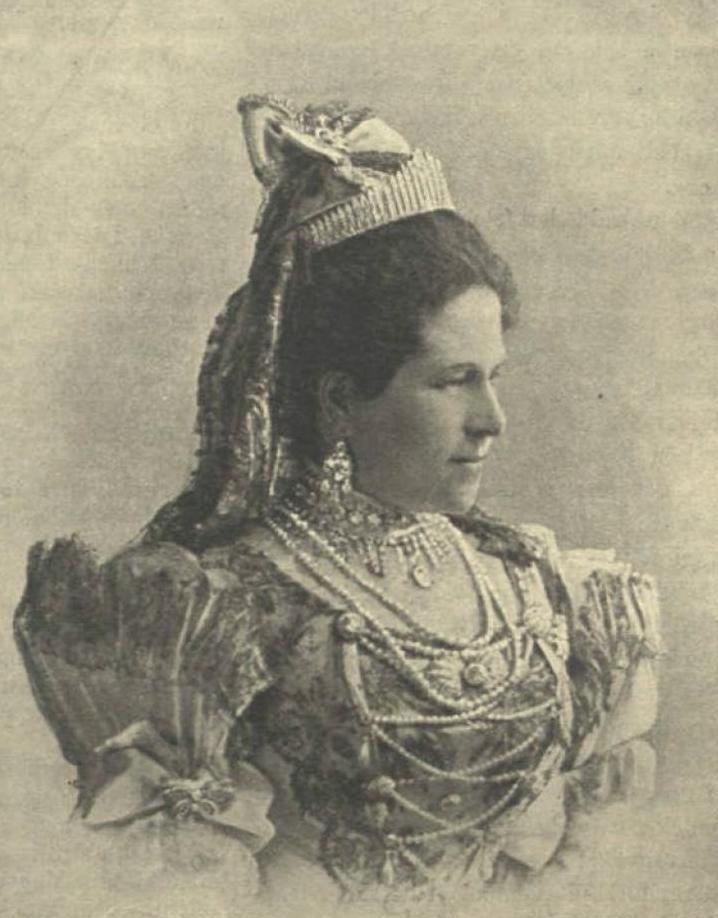
Erzherzog Friedrichs Gattin Isabella von Croy-Dülmen

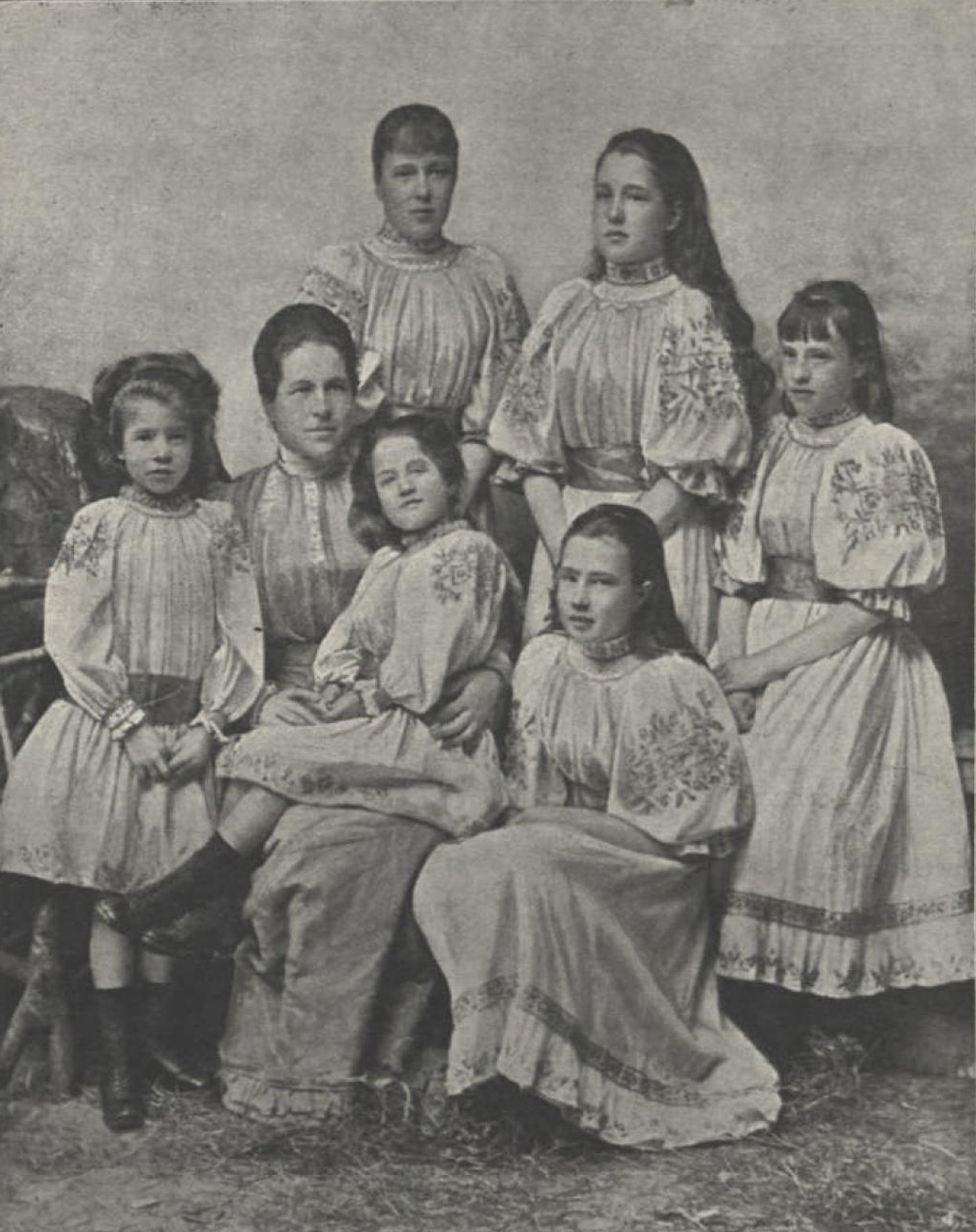
Erzherzogin Isabella und die Kinder des Erzherzogs (um 1898)

Seiner Ehe mit Prinzessin Isabella von Croy-Dülmen entsprangen insgesamt neun Nachkommen:
- Maria Christina (1879–1962)

⚭ 1902 Prinz Emanuel Alfred zu Salm-Salm (1871–1916)
- Maria Anna (1882–1940)

⚭ 1903 Herzog Elias von Bourbon-Parma (1880–1959)
- Maria Henriette (1883–1956)

⚭ 1908 Prinz Gottfried zu Hohenlohe-Schillingsfürst (1867–1932)
- Natalie (1884–1898)
- Stephanie (1886–1890)
- Gabriele (1887–1954)
- Isabella (1888–1973)

⚭ 1912–1913: Prinz Georg Franz Josef von Bayern (1880–1943)
- Maria Alice (1893–1962)

⚭ 1920 Friedrich Heinrich Freiherr Waldbott von Bassenheim (1889–1959)
- Albrecht II. (1897–1955)

⚭ 1930–1937: Irene Dora Lelbach (1897–1985)
⚭ 1938–1951: Katalin Bocskay de Felsö-Bánya (1909–2000)
⚭ 1951–1955: Lydia Strauss-Dörner (1930–1998).